# Guarenas
Guarenas ist eine Stadt im Bundesstaat Miranda, Venezuela. Es ist Verwaltungssitz vom Bezirk Ambrosio Plaza. Die Einwohnerzahl beträgt etwa 244.600 Menschen (Berechnung 2019).

## Geschichte
Guarenas wurde am 14. Februar 1621 als Indianerdorf gegründet. Der ganze Name war Nuestra Señora de la Copacabana de los Guarenas.
Im Jahr 1749 schlossen sich Leute aus Guarenas an die Protesten unter Leitung von León gegen das Monopol des Guipuzcoana-Handelshauses an.
Alexander von Humboldt erzählte, mehrere der schönsten Zuckerpflanzungen Venezuelas befänden sich in Guarenas.
Seit 1996 ist die Stadt Sitz des römisch-katholischen Bistums Guarenas.

## Söhne und Töchter der Stadt
- Benito Canónico (1894–1971), Komponist